# Hans Fink
Hans Fink (n. 2 mai 1942, Timișoara, România) este un publicist și scriitor de limba germană originar din România.  A folosit și pseudonimele Peter Schmidt și Herbert Star.
A studiat filologie (germană / română) la Timișoara. Tema lucrării sale de diplomă a fost „Caracteristici ale limbajului colocvial în limba germană din Timișoara” (Besonderheiten der Temeswarer deutschen Umgangssprache).
În 1965 s-a mutat la București, unde a lucrat peste 25 de ani ca redactor la ziarul de limbă germană Neuer Weg.. S-a ocupat mult cu educația și învățământul.
În noiembrie 1991 a emigrat în Germania împreună cu familia. Este căsătorit și are doi copii.

## Scrieri
- Jein Genossen! Rumäniendeutsche erzählen. Vom Zweiten Weltkrieg bis zum Fall des Eisernen Vorhangs , editat de Hans Fink si Hans Gehl, Editura IKGS, München, 2014, 750 pagini, 39,50 Euro, ISBN 978-3-942739-03-0
- Heitere Grammatik / Wie man mit Wörtern spielen kann, Editura Kriterion, București, 1987; Editura IFB, Paderborn, 2006, ISBN 3-931263-61-4 ; ISBN 978-3-931263-61-4.[8]
- Ein Honigfaden der Logik / Die Grundbergiffe von der heiteren Seite, Editura Kriterion, București, 1989
- Warum ist das Wasser nass? / Was Kinder fragen - Wie Eltern antworten, Editura Kriterion, București, 1986;
- Die Märchenmühle / Ein Roman für Kinder, Editura Ion Creangă, București, 1985;
- Paula in Lexikonstadt / Ein zentral-grammatikalisches Märchen, Editura Ion Creangǎ, București, 1984
- Mein Kind, ein Zauberlehrling / Acht Aufsätze zu pädagogischen Fragen mit Beispielen aus der schönsten Literatur, Editura Kriterion, București, 1983;